# Parque nacional de Veľká Fatra
El parque nacional de Veľká Fatra (en eslovaco: Národný park Veľká Fatra) está ubicado en Eslovaquia. La mayor parte de ésta se encuentra en la parte sur de la Región de Žilina y una pequeña parte en la parte norte de la Región de Banská Bystrica. El parque nacional y su zona de protección constituyen la mayor parte de la gran cordillera de Fatra (eslovaco: Velka Fatra) que pertenece a los Cárpatos occidentales exteriores.
El parque nacional fue declarado el 1 de abril de 2002 reemplazando una zona paisajística protegida del mismo nombre (Chránená krajinná oblasť Veľká Fatra), establecida en 1972 para proteger una cordillera con un alto porcentaje de bien preservados bosques Cárpatos.